# Malene Vahl Rasmussen
Malene Vahl Rasmussen (* 22. November 1994 in Qaqortoq) ist eine grönländische Politikerin (Demokraatit).

## Leben
Malene Vahl Rasmussen ist die Tochter von Rasmus Christian Rasmussen. Sie besuchte von 2000 bis 2010 die Tasersuup Atuarfia in ihrer Heimatstadt Qaqortoq. Von 2010 bis 2011 verbrachte sie ein Jahr an der Blidstrup Efterskole in Nykøbing Mors in Dänemark. Von 2011 bis 2014 besuchte sie das Gymnasium in Qaqortoq. Nach einem Jahreskursus bei ARTEK in Sisimiut studierte sie von 2015 bis 2018 an der Niuernermik Ilinniarfik in Nuuk.
Sie engagierte sich in der Jugendorganisation der Demokraatit. Sie kandidierte bei der Parlamentswahl 2018 und wurde mit 80 Stimmen als jüngstes Mitglied ins Inatsisartut gewählt. Bei der Wahl 2021 konnte sie ihr Ergebnis mit 153 beinahe verdoppeln, erreichte aber nur den ersten Nachrückerplatz der Partei, die stark verlor und nur noch drei Sitze im Parlament erhielt. Nach der Wahl gründete sie das Marketingunternehmen Mumik. Sie verzichtete später auf eine Einberufung.
Sie kandidierte bei der Kommunalwahl 2025 und konnte die meisten Stimmen in der Kommune Kujalleq gewinnen, woraufhin sie zur Bürgermeisterin gewählt wurde.